# Nick Lachey
Nicholas Scott Lachey (Harlan, Kentucky, 9 de noviembre de 1973) es un cantante, compositor, actor, productor y personalidad de televisión estadounidense. Llegó a la fama como cantante principal de la boyband de ventas múltiple de platino 98 Degrees, y más tarde protagonizó la serie de telerrealidad Newlyweds: Nick and Jessica con su entonces esposa, Jessica Simpson. Ha lanzado cuatro álbumes en solitario: SoulO, What's Left of Me, A Father's Lullaby y Soundtrack of My Life. También es conocido por su papel recurrente como Leslie St. Claire en la serie de televisión Charmed.

## Primeros años
Lachey nació en Harlan, Kentucky, el hijo de Cathalyn (Fopma de soltera) y John Lachey. Es el hermano del cantante y actor Drew Lachey, junto al cual ha trabajado de cerca. Asistió a la escuela primaria en Clovernook Elementary School en North College Hill, Ohio (un suburbio de Cincinnati, Ohio), y luego fue a la Escuela de Artes Creativas y Escénicas en Cincinnati, Ohio. Asistió a la Universidad Miami en Oxford, Ohio donde se unió a Sigma Alpha Epsilon. En el otoño de 1992, se inscribió en la Universidad del Sur de California, según una declaración que hizo durante su aparición en The Arsenio Hall Show el 12 de diciembre de 2013.

## Carrera
Lachey comenzó su carrera profesional de canto en Kings Island con su amigo Justin Jeffre a mediados de la década de 1990 cantando en un cuarteto de grupo en todo el parque. Lachey era miembro de boyband 98 Degrees junto con su hermano, Drew, Justin Jeffre y Jeff Timmons. Su álbum debut fue el autotitulado 98 Degrees; sin embargo, el primer éxito real de la banda llegó con su álbum de seguimiento 98 Degrees and Rising. 98 Degrees ha vendido más de 10 millones de discos. 98 Degrees realizó un espectáculo de reunión de verano en Hershey, Pensilvania, en el Summer Mixtape Festival el 18 de agosto de 2012, su primer concierto en más de una década.
Durante el verano de 2003, el reality show, Newlyweds: Nick and Jessica protagonizada por Lachey y su entonces esposa Jessica Simpson comenzó a emitirse en MTV. La pareja protagonizó el especial de televisión The Nick and Jessica Variety Hour, , que se emitió en 2004 y se comparó con The Sonny & Cher Show. En 2005, Newlyweds ganó un People's Choice Award por Reality Show Favorito antes de envolverse poco después. El 11 de noviembre de 2003, se lanzó su primer álbum en solitario, SoulO. A pesar de ser lanzado durante el éxito de Newlyweds, , el álbum fue un fracaso comercial. Lachey tuvo un papel recurrente en la serie Charmed entre 2004 y 2005.

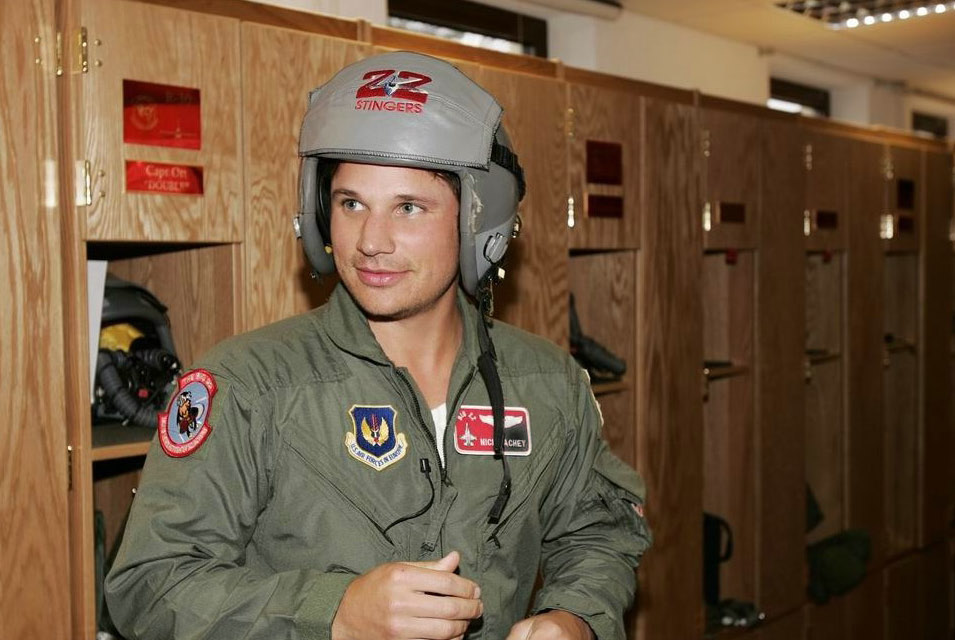
Lachey en la Base Aérea de Ramstein en abril de 2005

What's Left of Me fue lanzado el 9 de mayo de 2006 y debutó en el número dos en el Billboard 200. El álbum fue certificado de oro, luego de vender más de 500,000 copias en el país. El primer sencillo del álbum fue la canción titulada «What's Left of Me», lanzada el 21 de febrero de 2006. La canción se convirtió en un éxito, alcanzando una posición máxima del número seis en el Billboard Hot 100. El video de «What's Left Of Me» presentó a la ex MTV VJ, Vanessa Minnillo. Lachey grabó «Ordinary Day» para la película producida por Oprah Winfrey, For One More Day. Lachey comenzó a trabajar en su tercer álbum en solitario en 2007. Lachey también protagonizó la conocida serie de televisión, One Tree Hill, como un cantante en Red Bedroom Productions. En enero de 2010 se anunció que Jive Records había puesto su nuevo álbum en espera indefinidamente. En junio de 2010, Lachey confirmó que se había separado con Jive Records.
Taking the Stage, un reality show musical que documenta las vidas de los estudiantes de secundaria en la Escuela de Artes Creativas y Escénicas, se estrenó en MTV en marzo de 2009. Fue producido por Lachey. En diciembre de 2009, fue presentador de The Sing-Off, una competencia de canto americano en cuatro partes con grupos a capela, un papel que repitió en diciembre de 2010 para la segunda y tercera temporada de la serie en la NBC. Lachey fue un concursante en la serie de la realidad de la celebridad de la NBC llamada  Stars Earn Stripes.
El 16 de enero de 2014, VH1 anunció que Lachey retomaría la presentación de Big Morning Buzz Live, a su regreso el 3 de marzo de 2014.
El 6 de septiembre de 2017, Lachey fue anunciado como una de las celebridades que participará en la temporada 25 de Dancing with the Stars, compitiendo contra su esposa Vanessa. Fue emparejado con la bailarina profesional Peta Murgatroyd. El esposo de Murgatroyd, Maksim Chmerkovskiy, fue emparejado con Vanessa. El 23 de octubre, Lachey y Murgatroyd fueron la quinta pareja en ser eliminada de la competencia, quedando en el noveno puesto.

## Intereses deportivos
Lachey es parte propietaria de Hollywood Fame,  un equipo de la American Basketball Association que comenzó a jugar en el otoño de 2006, y formó parte de un grupo de propietarios de Tacoma Rainiers, afiliado a Triple-A de los Seattle Mariners. Lachey también es un fanático de Cincinnati Bengals, Cincinnati Reds y Cincinnati Bearcats. El 7 de abril de 2009, Lachey lanzó el primer lanzamiento ceremonial para el juego del día de apertura de la MLB en Cincinnati, Ohio. El 9 de julio de 2011, Lachey cantó el Himno Nacional para la carrera inaugural de la Copa NASCAR Sprint en Kentucky Speedway en Sparta, Kentucky.

## Inversionista Cannabis
Lachey se encontraba entre un grupo de inversionistas que colocó una iniciativa de legalización de la marihuana en la boleta de Ohio en 2015 La iniciativa buscó derechos de cultivo exclusivos para los miembros del grupo y prohibió todos los demás cultivos, excepto pequeñas cantidades para uso personal. Lachey apareció en un anuncio de televisión que aboga por la aprobación de la iniciativa, pero finalmente fue derrotada.

## Vida personal

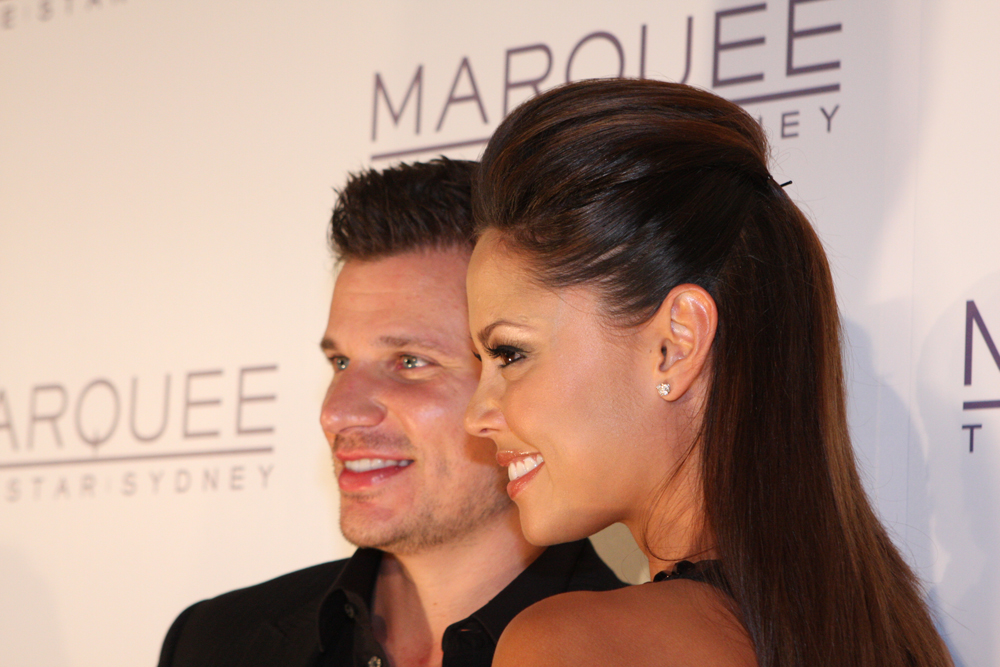
Lachey con su esposa Vanessa Minnillo en marzo de 2012

En diciembre de 1998, Lachey y la cantante Jessica Simpson fueron presentados por su administrador compartido en un evento navideño. Posteriormente comenzaron a salir después de reunirse nuevamente en un evento de  Teen People en enero de 1999, pero se disolvieron durante cinco meses a partir de abril de 2001 hasta que volvieron a estar juntos después de los ataques del 11 de septiembre. Se comprometieron en febrero de 2002, y se casaron el 26 de octubre de 2002, en Austin, Texas. En noviembre de 2005, después de meses de especulaciones en los tabloides, Lachey y Simpson anunciaron que se estaban separando. Simpson solicitó el divorcio el 16 de diciembre de 2005, citando «diferencias irreconciliables». El divorcio de la pareja se hizo público en todo el mundo y, según se informa, se finalizó el 30 de junio de 2006.
Poco después del lanzamiento de «What's Left of Me», el video musical de Lachey en 2006, protagonizado por Vanessa Minnillo, él y Minnillo comenzaron a salir. Se separaron brevemente en junio de 2009, pero en octubre de 2009, Lachey confirmó que habían vuelto a estar juntos después de haber estado «solos por un minuto». Lachey y Minnillo se comprometieron en noviembre de 2010, y se casaron el 15 de julio de 2011, en la isla privada de Sir Richard Branson, Isla Necker en las Islas Vírgenes Británicas. La boda fue filmada y televisada en TLC. Tienen tres hijos juntos: un hijo nacido en septiembre de 2012, una hija nacida en enero de 2015 y otro hijo nacido en diciembre de 2016.
Lachey también está en el Consejo de Entretenimiento de la organización de alivio del hambre Feeding America.

## Discografía
98 Degrees
- 98° (1997)
- 98° and Rising (1998)
- Revelation (2000)
- 2.0 (2013)

Álbumes como solista
- SoulO (2003)
- What's Left of Me (2006)
- A Father's Lullaby (2013)
- Soundtrack of My Life (2014)

## Filmografía
| Año       | Título                          | Papel              | Notas                                        |
| --------- | ------------------------------- | ------------------ | -------------------------------------------- |
| 2003—2005 | Newlyweds: Nick and Jessica     | Él mismo           | Telerrealidad                                |
| 2003      | Christmas in Rockefeller Center | Invitado musical   | Especial de televisión (NBC)                 |
| 2004      | American Dreams                 | Tom Jones          | Episodio: «I'm Not with Her»                 |
| 2004      | Charmed                         | Leslie St. Claire  | 6 episodios                                  |
| 2004      | I'm with Her                    | Tyler Vance        | Episodio: «To Tell the Truth»                |
| 2004      | Hope & Faith                    | Chris              | Episodio: «Just-In Time»                     |
| 2005      | The Hard Easy                   | Jason Burns        | Papel principal                              |
| 2005      | Bewitched                       | Soldado de Vietnam | Cameo                                        |
| 2006      | She Said, He Said               | Kurtwood Weymouth  | Papel principal; episodio piloto             |
| 2006      | Twins                           | Charlie            | Episodio: «Himbo»                            |
| 2006      | Overhaulin'                     | Él mismo           | (Episodio 73)                                |
| 2007      | Rise: Blood Hunter              | Dwayne             | Cameo                                        |
| 2008      | La batalla de los coros         | Director del cor   | Telerrealidad                                |
| 2009      | One Tree Hill                   | Él mismo           | 2 episodios (Temporada 6, episodios 21 y 23) |
| 2009      | Taking the Stage                | Él mismo/Invitado  | Telerrealidad                                |
| 2009–2014 | The Sing-Off                    | Presentador        | Telerrealidad                                |
| 2011      | Hawaii Five-0                   | Tyler              | Episodio: «Powa Maka Moana (Pirate)»         |
| 2011      | Nick & Vanessa's Dream Wedding  | Él mismo           | Televised wedding                            |
| 2012      | Stars Earn Stripes              | Él mismo           | Telerrealidad                                |
| 2013      | The Winner Is                   | Presentador        | Telerrealidad                                |
| 2014-2015 | Big Morning Buzz Live           | Presentador        | Programa de entrevistas                      |
| 2015      | Lachey's: Raising the Bar       | Él mismo           | Telerrealidad                                |
| 2017      | Star vs. the Forces of Evil     | Justin Towers      | Voz; Episodio: «Just Friends»                |
| 2017      | Dancing with the Stars          | Él mismo           | Concursante de la temporada 25               |
| 2018      | Miss USA 2018                   | Copresentador      | Concurso de belleza televisado               |

## Premios y nominaciones
Teen Choice Awards
- Mejor Canción de Amor: «What's Left of Me» (20 de agosto de 2006)
- Elección de Alfombra Roja cómo Ícono de Moda (20 de agosto de 2006)

MTV Video Music Awards
- Mejor Vídeo Musical Masculino: «What's Left of Me» (nominado) (29 de agosto de 2006)

American Music Awards
- Masculino Favorito Pop/Artista Rock (nominado) (21 de noviembre de 2006)